# Acalles
Acalles es un género de escarabajos de la familia Curculionidae. Fue descrito por Carl Johan Schönherr en 1825.

## Especies
- Acalles abstersus
- Acalles acerosus
- Acalles achadagrandensis
- Acalles acutus
- Acalles adamsi
- Acalles aeonii
- Acalles aeonisimilis
- Acalles affinis
- Acalles africanus
- Acalles albistrigalis
- Acalles albivertex
- Acalles albocinctus
- Acalles albolineatus
- Acalles albopictus
- Acalles albovittatus
- Acalles alcarazensis
- Acalles algiricus
- Acalles allostethus
- Acalles alluaudi
- Acalles almeriaensis
- Acalles alpestris
- Acalles altus
- Acalles amplicollis
- Acalles anagaensis
- Acalles analcisoides
- Acalles anceps
- Acalles anchonoides
- Acalles angulicollis
- Acalles angulipennis
- Acalles angusticollis
- Acalles apicalis
- Acalles apogaeus
- Acalles apogeus
- Acalles aptus
- Acalles arctus
- Acalles argillosus
- Acalles asniensis
- Acalles aspersus
- Acalles aterrimus
- Acalles atroplagiatus
- Acalles attenuatus
- Acalles aubei
- Acalles aulacus
- Acalles australis
- Acalles balcanicus
- Acalles basalis
- Acalles batorligetiensis
- Acalles bazaensis
- Acalles bellieri
- Acalles berberi
- Acalles bicarinatus
- Acalles bicinctus
- Acalles bicostatus
- Acalles bicristiceps
- Acalles bifasciata
- Acalles bifasciatus
- Acalles bilineatus
- Acalles binodes
- Acalles binodulus
- Acalles biokovoensis
- Acalles bisignatus
- Acalles bistrigosus
- Acalles bodegensis
- Acalles breiti
- Acalles brevipennis
- Acalles brevis
- Acalles brevitarsis
- Acalles brisouti
- Acalles brookesi
- Acalles brunneus
- Acalles bullatus
- Acalles callichroma
- Acalles camelus
- Acalles campbellicus
- Acalles canescens
- Acalles capiomonti
- Acalles carinatus
- Acalles carinicollis
- Acalles caucasicus
- Acalles cavicollis
- Acalles cayennensis
- Acalles cazorlaensis
- Acalles cedroensis
- Acalles certus
- Acalles chaudoiri
- Acalles chaudoirii
- Acalles chlorolepis
- Acalles cicatricosus
- Acalles cilicicollis
- Acalles cilicollis
- Acalles cinerascens
- Acalles cinereus
- Acalles cinericius
- Acalles cingulatus
- Acalles cisalpinus
- Acalles clathrata
- Acalles clathratus
- Acalles clavatus
- Acalles clermonti
- Acalles clunaris
- Acalles coarctatus
- Acalles commutatus
- Acalles compactus
- Acalles compressus
- Acalles comptus
- Acalles concinnus
- Acalles confusus
- Acalles conicollis
- Acalles conifer
- Acalles consors
- Acalles contractus
- Acalles cordaticollis
- Acalles cordipennis
- Acalles costatus
- Acalles costifer
- Acalles costipennis
- Acalles costulatus
- Acalles crassisetis
- Acalles crassulus
- Acalles crenatus
- Acalles creticus
- Acalles cribricollis
- Acalles crisioides
- Acalles cristatiger
- Acalles cristatus
- Acalles croaticus
- Acalles cryptobius
- Acalles cunctans
- Acalles curtus
- Acalles cylindricollis
- Acalles cynerae
- Acalles cytisi
- Acalles decemcristatus
- Acalles decoratus
- Acalles delirus
- Acalles delumbatus
- Acalles denominandus
- Acalles denticollis
- Acalles dentigerus
- Acalles dieckmanni
- Acalles dilatata
- Acalles dilatatus
- Acalles diocletianus
- Acalles discors
- Acalles dispar
- Acalles distans
- Acalles diversus
- Acalles dolosus
- Acalles doriae
- Acalles dorsalis
- Acalles dromedarius
- Acalles droueti
- Acalles dubius
- Acalles dufaui
- Acalles duplex
- Acalles echinatus
- Acalles editorum
- Acalles edoughensis
- Acalles episternalis
- Acalles erinaceus
- Acalles ernensis
- Acalles errans
- Acalles erroneus
- Acalles eruensis
- Acalles eugeniae
- Acalles euphorbiacus
- Acalles exaratus
- Acalles exhumatus
- Acalles expletus
- Acalles extensithorax
- Acalles facilis
- Acalles fallax
- Acalles farinosus
- Acalles fasciculatus
- Acalles fausti
- Acalles favicollis
- Acalles fernandezi
- Acalles ferrugineus
- Acalles festivus
- Acalles ficvorator
- Acalles figulinus
- Acalles fissicollis
- Acalles flavicaudis
- Acalles flavisetosus
- Acalles flavomaculatus
- Acalles floricola
- Acalles flynni
- Acalles flynsi
- Acalles foraminosus
- Acalles formosus
- Acalles fortunatus
- Acalles fossulatus
- Acalles fougeri
- Acalles foveolatus
- Acalles foveopunctatus
- Acalles frater
- Acalles frivolus
- Acalles frontalis
- Acalles fuliginosus
- Acalles fulvosparsus
- Acalles fulvovittatus
- Acalles furvus
- Acalles fuscatus
- Acalles fuscescens
- Acalles fuscidorsis
- Acalles fuscus
- Acalles gadorensis
- Acalles ganglbaueri
- Acalles ganglionicus
- Acalles geophilus
- Acalles germanicus
- Acalles giraudi
- Acalles globulipennis
- Acalles globulus
- Acalles gonoderus
- Acalles gracilipes
- Acalles gracilis
- Acalles graellsi
- Acalles grancanariensis
- Acalles grandicollis
- Acalles granellus
- Acalles granosus
- Acalles granulicollis
- Acalles granulifer
- Acalles griseocaudatus
- Acalles grisescens
- Acalles griseus
- Acalles grossus
- Acalles guadarramaensis
- Acalles hakani
- Acalles haraforus
- Acalles haraiorus
- Acalles haraldi
- Acalles henoni
- Acalles hirsutus
- Acalles histrionicus
- Acalles hopensis
- Acalles horrens
- Acalles horridulus
- Acalles horridus
- Acalles hubbardi
- Acalles humeralis
- Acalles humerosus
- Acalles humilis
- Acalles hungaricus
- Acalles hustachei
- Acalles hypocrita
- Acalles hystriculus
- Acalles hystrix
- Acalles icarus
- Acalles igneus
- Acalles ignotus
- Acalles immansuetus
- Acalles impexus
- Acalles impressicollis
- Acalles incanus
- Acalles incognitus
- Acalles incultus
- Acalles indigens
- Acalles indutus
- Acalles inflatus
- Acalles ingens
- Acalles innotabilis
- Acalles instabilis
- Acalles integer
- Acalles interpositus
- Acalles interruptus
- Acalles intutus
- Acalles italicus
- Acalles kabylianus
- Acalles kippenbergi
- Acalles koae
- Acalles korbi
- Acalles kroni
- Acalles kronii
- Acalles krueperi
- Acalles laevirostris
- Acalles lanaiensis
- Acalles lanzarotensis
- Acalles lateralis
- Acalles lateritius
- Acalles latescens
- Acalles laticollis
- Acalles latirostris
- Acalles lecorrei
- Acalles lederi
- Acalles lemur
- Acalles lentisci
- Acalles lepidus
- Acalles lepirhinus
- Acalles leporinus
- Acalles leptothorax
- Acalles leviculus
- Acalles lifuanus
- Acalles lineirostris
- Acalles lineolatus
- Acalles lituratus
- Acalles longipilis
- Acalles longiusculus
- Acalles longulus
- Acalles longus
- Acalles lugionii
- Acalles luigionii
- Acalles lunulatus
- Acalles lusitanicus
- Acalles lutosus
- Acalles machadoi
- Acalles maculatus
- Acalles maculipennis
- Acalles magnicollis
- Acalles major
- Acalles maniensis
- Acalles maraoensis
- Acalles maritimus
- Acalles maroccensis
- Acalles mauritanicus
- Acalles melanolepis
- Acalles memnonius
- Acalles menetriesi
- Acalles menetriesii
- Acalles merkli
- Acalles meteoricus
- Acalles metrosiderae
- Acalles micros
- Acalles milleri
- Acalles minimus
- Acalles minus
- Acalles minutesquamosus
- Acalles minutissimus
- Acalles minutus
- Acalles misellus
- Acalles miserabilis
- Acalles moerens
- Acalles moestus
- Acalles monasterialis
- Acalles monstrosus
- Acalles monticola
- Acalles moraguezi
- Acalles muelleri
- Acalles mülleri
- Acalles multisetosus
- Acalles mundus
- Acalles mutillaria
- Acalles mutillarius
- Acalles navieresi
- Acalles neptunus
- Acalles niger
- Acalles nigripennis
- Acalles nobilis
- Acalles nocturnus
- Acalles nodifer
- Acalles nodigerus
- Acalles nodipennis
- Acalles nodulosus
- Acalles normandi
- Acalles notoporhinus
- Acalles nubilosus
- Acalles nuchalis
- Acalles nucleatus
- Acalles nudiusculus
- Acalles oahuensis
- Acalles obesus
- Acalles obliquefasciatus
- Acalles oblitus
- Acalles oceanicus
- Acalles ochsi
- Acalles ohioensis
- Acalles olcesei
- Acalles opilio
- Acalles orbiculatus
- Acalles orientalis
- Acalles ornatus
- Acalles ovalipennis
- Acalles ovalis
- Acalles ovatellus
- Acalles ovipennis
- Acalles ovulum
- Acalles paganettii
- Acalles pallens
- Acalles pallidicollis
- Acalles palmensis
- Acalles papei
- Acalles parasierrae
- Acalles parvulus
- Acalles pascoei
- Acalles paulmeyeri
- Acalles pectoralis
- Acalles pedestris
- Acalles peelensis
- Acalles pelionis
- Acalles peninsularis
- Acalles peragalloi
- Acalles perditus
- Acalles perjurus
- Acalles perpusillus
- Acalles pertusus
- Acalles petryszaki
- Acalles picatus
- Acalles pici
- Acalles piciventris
- Acalles pictus
- Acalles pilicornis
- Acalles pilula
- Acalles pilularius
- Acalles plagiatofasciatus
- Acalles planidorsis
- Acalles planipennis
- Acalles plebejus
- Acalles plicatus
- Acalles poneli
- Acalles porcatus
- Acalles porcheti
- Acalles porosa
- Acalles porosipennis
- Acalles porosus
- Acalles portosantoensis
- Acalles portusveneris
- Acalles portus-veneris
- Acalles posticalis
- Acalles posticatus
- Acalles poverus
- Acalles praesetosus
- Acalles profusa
- Acalles profusus
- Acalles provincialis
- Acalles ptinoides
- Acalles ptochoides
- Acalles pulchellus
- Acalles pulverosus
- Acalles pulverulentus
- Acalles pumilus
- Acalles punctaticollis
- Acalles puncticollis
- Acalles pusillimus
- Acalles pusillissimus
- Acalles pyrenaeus
- Acalles quadrinodosus
- Acalles quadrituberculatus
- Acalles quercus
- Acalles querilhaci
- Acalles quietus
- Acalles raffrayi
- Acalles reitteri
- Acalles reynosae
- Acalles roboris
- Acalles robustus
- Acalles rolleti
- Acalles rolletii
- Acalles rotundatus
- Acalles rubeter
- Acalles rubetra
- Acalles rubricus
- Acalles rudipennis
- Acalles rudis
- Acalles ruficollis
- Acalles rufipes
- Acalles rufirostris
- Acalles rufotuberculatus
- Acalles rugirostris
- Acalles rugosus
- Acalles rugulosus
- Acalles rusticanus
- Acalles sablensis
- Acalles samoanus
- Acalles sardiniaensis
- Acalles sarothamni
- Acalles saxicola
- Acalles scabricollis
- Acalles scabrosus
- Acalles scapularis
- Acalles scitus
- Acalles senilis
- Acalles sentus
- Acalles septemcostatus
- Acalles setaceus
- Acalles seticollis
- Acalles setifer
- Acalles setosus
- Acalles setulipennis
- Acalles seychellensis
- Acalles sierrae
- Acalles sigma
- Acalles signatus
- Acalles silosensis
- Acalles simulator
- Acalles sintraniensis
- Acalles solarii
- Acalles sonchi
- Acalles sophiae
- Acalles sordidus
- Acalles spureus
- Acalles squalidus
- Acalles squamiger
- Acalles squamosus
- Acalles sternalis
- Acalles sticticus
- Acalles stipulosus
- Acalles stöckleini
- Acalles subcarinatus
- Acalles subcostatus
- Acalles subfasciatus
- Acalles subglaber
- Acalles subglobatus
- Acalles subhispidus
- Acalles sublineatus
- Acalles sulcatipennis
- Acalles sulcatus
- Acalles sulcicollis
- Acalles sulcifrons
- Acalles suturatus
- Acalles sycophanta
- Acalles sylvosus
- Acalles sympedioides
- Acalles syriacus
- Acalles tagasaste
- Acalles tantillus
- Acalles temperei
- Acalles tenellus
- Acalles tenuistriatus
- Acalles terminalis
- Acalles terminatus
- Acalles terricola
- Acalles terrosus
- Acalles testensis
- Acalles teter
- Acalles theryi
- Acalles tibialis
- Acalles tigreanus
- Acalles tolpis
- Acalles tolpivorus
- Acalles tortipes
- Acalles triangulatus
- Acalles tricinctus
- Acalles trinotatus
- Acalles triseriatus
- Acalles tristaensis
- Acalles tristis
- Acalles truquii
- Acalles tuberculatus
- Acalles tuberculosus
- Acalles turbatus
- Acalles turbida
- Acalles turbidus
- Acalles uncatus
- Acalles unicolor
- Acalles uraeus
- Acalles vadosopunctatus
- Acalles vafrum
- Acalles vairum
- Acalles validus
- Acalles variegatus
- Acalles variolosus
- Acalles varius
- Acalles vau
- Acalles ventrosus
- Acalles veratrus
- Acalles verrucifer
- Acalles verrucosus
- Acalles versicolor
- Acalles vicarius
- Acalles vividus
- Acalles volens
- Acalles wilkesi
- Acalles wilkesii
- Acalles wollastoni
- Acalles xanthostictus
- Acalles xenorhinus
- Acalles zenomorphus
- Acalles zumpti